# Cacciata di Eliodoro dal tempio
La Cacciata di Eliodoro dal tempio è un affresco (circa 500x750 cm) di Raffaello e aiuti, databile al 1511-1512 e situato nella Stanza di Eliodoro, una delle Stanze Vaticane.

## Storia

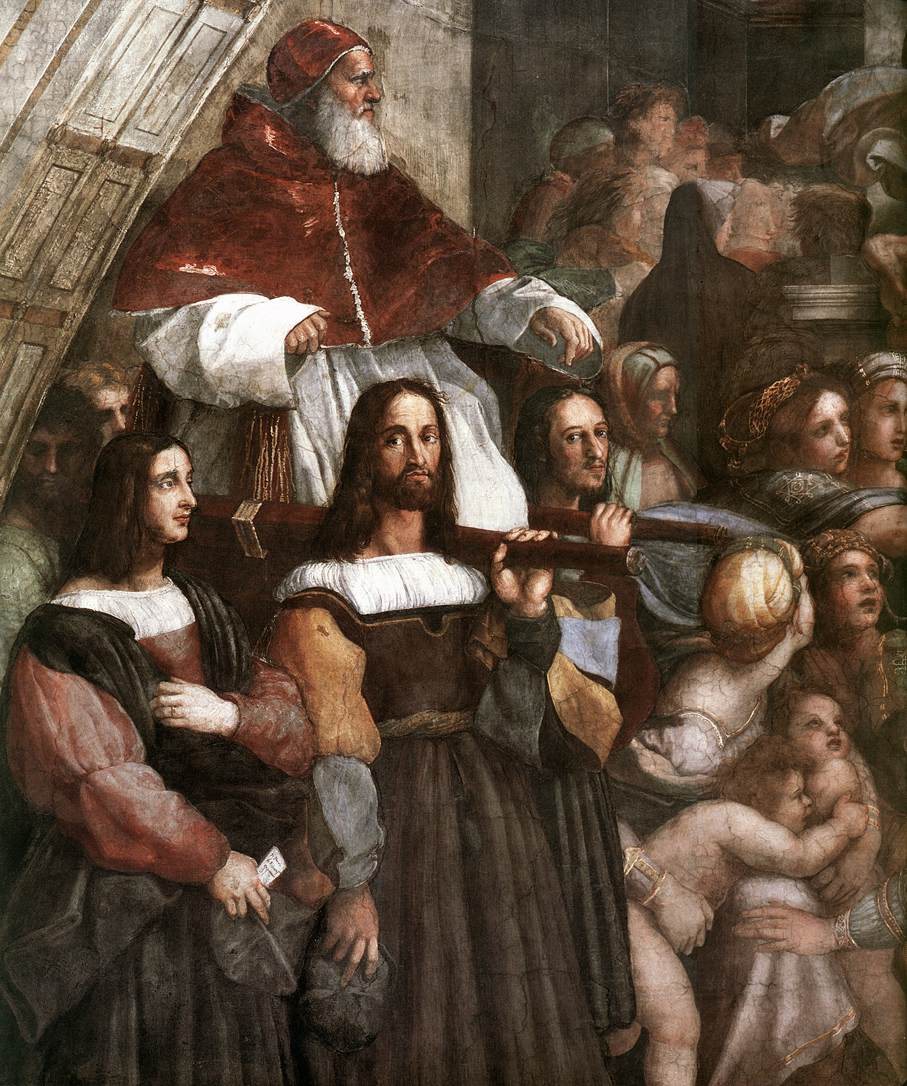
Dettaglio

I primi disegni per gli affreschi della stanza ,poi detta di Eliodoro dal soggetto di questo affresco, vennero approntati da Raffaello già nell'estate del 1511, quando i lavori alla Stanza della Segnatura non erano ancora terminati. In particolare la scelta dei soggetti, legati a interventi miracolosi per la salvaguardia della Chiesa, venne suggerita dal pontefice e rifletteva il duro momento dopo le sconfitte contro i francesi, che avevano portato alla perdita di Bologna e alle minacce continue di eserciti stranieri, interni ed esterni, nella penisola. Il pontefice, tornato a Roma nel giugno di quell'anno, aveva fatto voto di non radersi più la barba finché non avesse liberato l'Italia dagli stranieri, infatti in tutte le nuove scene compare barbuto.
La scena di Eliodoro mostra uno sviluppo stilistico nei modi di Raffaello, sempre più influenzato da Michelangelo, e verso una luce e un colore sempre più forti ed espressivi, ispirati dai coloristi veneti presenti a Roma (Sebastiano del Piombo e Lorenzo Lotto). A tale riguardo si nota come il papa sulla portantina, a sinistra, mostri già colori più caldi e densi, dimostrando come venne aggiunto in seguito agli sviluppi della situazione politica del 1512, quando il rovesciamento delle alleanze aveva portato un trionfo momentaneo del pontefice, che quindi si volle far ritrarre in maniera più evidente negli affreschi.
Numerosi danni furono causati, pare, durante il Sacco di Roma del 1527: i soldati lanzichenecchi, che si erano accampati in questi ambienti, pare che avessero acceso il fuoco proprio nel camino sotto la scena di Eliodoro. Restauri scadenti furono forse eseguiti da Carlo Maratta e altri. Cavalcaselle fu il primo ad affrontare il tema degli aiuti, assegnando la parte destra a Giulio Romano e le donne a sinistra a Giovanni da Udine. In generale si ritiene come certamente autografa almeno la parte destra col corteggio papale. Durante la Repubblica Romana instaurata dai giacobini e successivamente nel periodo napoleonico, i francesi elaborarono alcuni piani per staccare gli affreschi e renderli portabili. In fatti, venne espresso il desiderio di rimuovere gli affreschi di Raffaello dalle pareti delle Stanze Vaticane e inviarli in Francia, tra gli oggetti spediti al Musee Napoleon delle spoliazioni napoleoniche, ma questi non vennero mai realizzati a causa delle difficoltà tecniche e i tentativi falliti e disastrosi dei francesi presso la Chiesa di San Luigi dei Francesi a Roma.
Dell'opera resta il cartone preparatorio al Louvre e alcuni studi, tra cui uno di figure femminili all'Ashmolean Museum di Oxford. Una seconda versione eseguita a tempera presumibilmente una bozza preparatoria si trova a Civitavecchia al Palazzo Manzi.

## Descrizione e stile

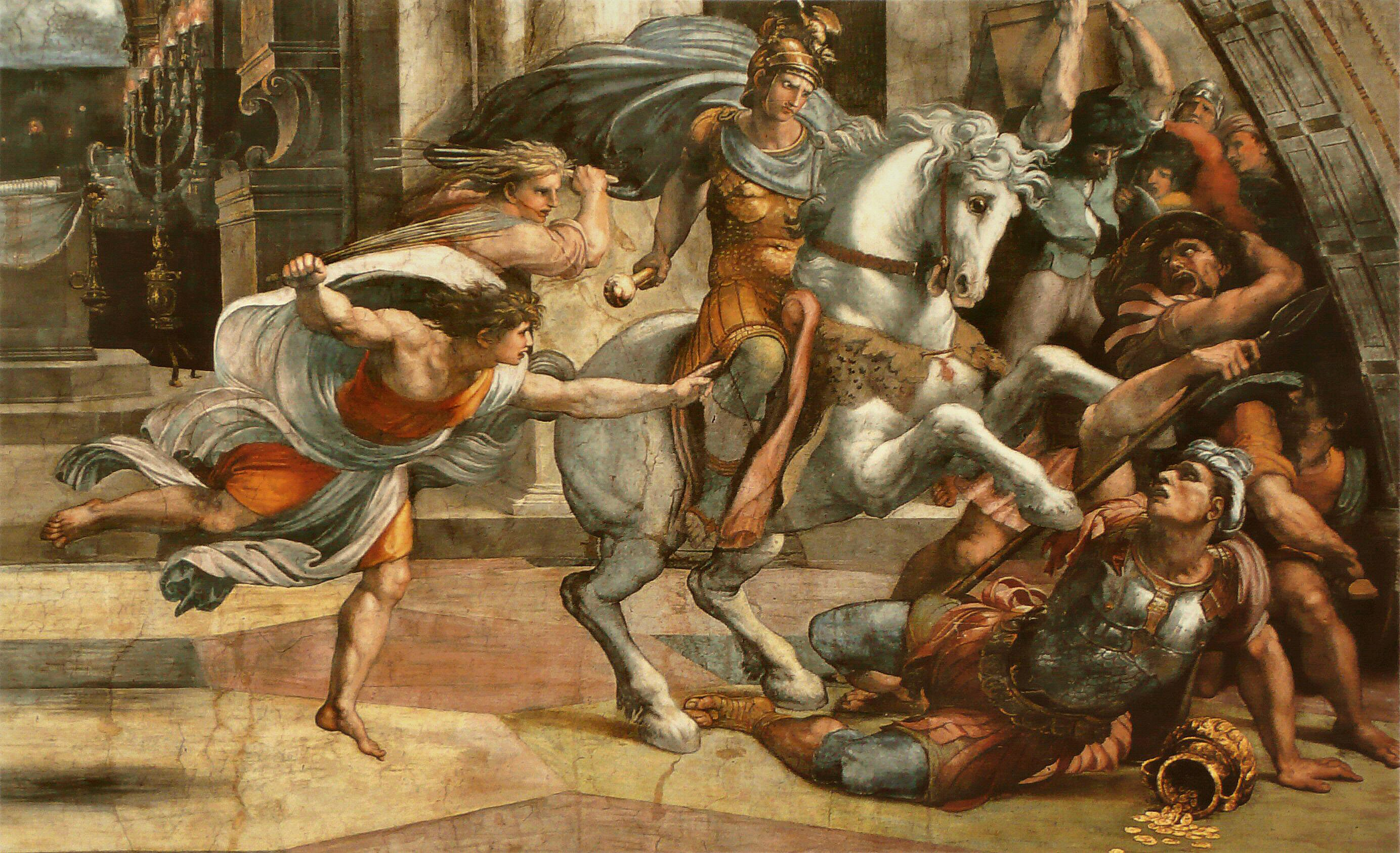
Dettaglio

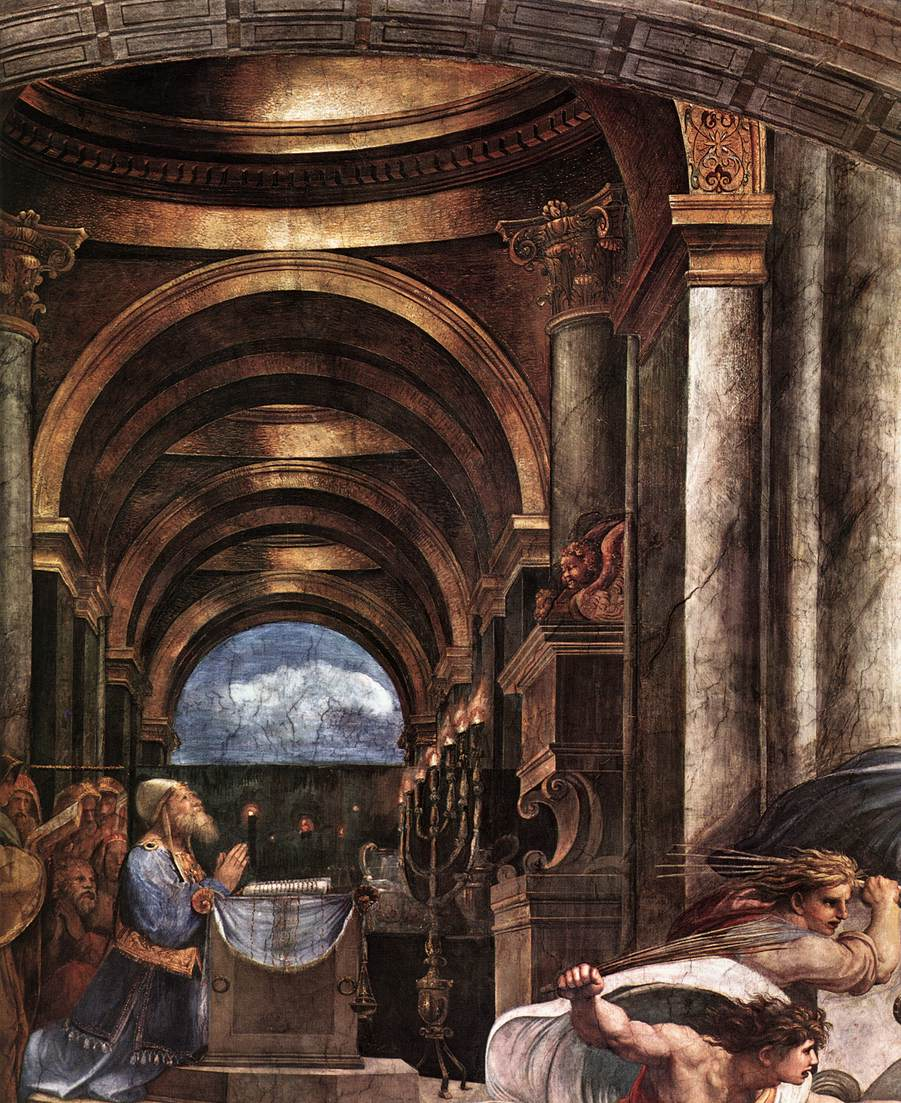
Dettaglio

La scena è tratta dal Libro dei Maccabei (Libro II, 3, 21-28) e simboleggia la protezione offerta da Dio alla Chiesa rispetto ai suoi nemici. Eliodoro di Antiochia era un ministro di Seleuco IV, re di Siria, incaricato di profanare il tempio di Gerusalemme. Ecco che però la preghiera del sacerdote Ania, al centro della composizione, evoca un messo divino a cavallo, seguito da due aiutanti a piedi, che travolge il profanatore nell'angolo destro della scena. Eliodoro e i suoi seguaci sono schiacciati al bordo del campo visivo, ricordando alcune convulse scene di massa della volta della Cappella Sistina come il Serpente di bronzo. Si tratta probabilmente di un'allusione alla vittoria del papa sui cardinali filofrancesi scismatici, che avevano complottato contro di lui.
La scena ha luogo in un grandioso edificio classico, con lo scorcio di una navata dai soffitti dorati, aperta sullo sfondo del cielo. Al centro, il sacerdote Ania in preghiera di fronte al candelabro acceso. Nonostante le similitudini dello sfondo con la Scuola di Atene, la luce radente sull'architettura genera un'accentuazione drammatica del tutto nuova. I ritmi pacati e solenni appaiono ormai superati da un andamento vorticoso e dinamico, in cui la concitazione dei gesti dei personaggi guida l'occhio dello spettatore a una lettura accelerata dell'immagine lungo direttrici prestabilite. Anziché articolarsi dal centro verso le periferie in maniera armonica, la composizione oppone una zona centrale pressoché vuota e immota, dominata da masse d'ombra profonda e bagliori luminosi, ai due nuclei drammatici laterali, dove le figure si accalcano. Inoltre, se negli affreschi della Stanza della Segnatura tutti i personaggi avevano pose disinvolte e naturali, nell'affresco di Eliodoro cominciano a essere introdotti gesti esasperati e torsioni che preannunciano il manierismo.
L'azione si svolge prevalentemente a destra, dove il cavallo travolge Eliodoro steso a terra. Il moto dei personaggi è legato da un ritmo rapido, ma perfettamente scandito, come se ciascuno si muovesse lungo un tracciato prescritto, una coreografia. Sono state notate analogie tra l'animale e gli studi leonardeschi per il monumento Trivulzio. Il pathos è michelangiolesco, ma Raffaello cerca anche di mantenere un distacco, l'obiettività della rappresentazione.
A sinistra assiste impassibile Giulio II portato dai sediari, ribadendo l'inviolabilità dei possedimenti della Chiesa e la sua volontà di cacciarne gli usurpatori. Si tratta di un inserimento "teatrale", con cui l'artista riafferma, contro la concezione michelangiolesca della storia come tragedia in atto, la sua concezione della storia come exemplum: la stessa rapida prospettiva che affretta il movimento delle figure mette in rapporto diretto il Papa in primo piano con il sacerdote orante in fondo. I due sediari del Papa hanno rispettivamente, quello di sinistra, i tratti di Marcantonio Raimondi, incisore e amico di Raffaello, mentre quello di destra di Raffaello . La terza figura, ritratta di profilo, a sinistra dei sediari, si ritiene essere Baldassarre Peruzzi.
Il dettaglio del personaggio issato su una colonna che la abbraccia per osservare meglio la scena venne ripreso più volte, anche negli affreschi della Sala di Costantino.